# Horngården

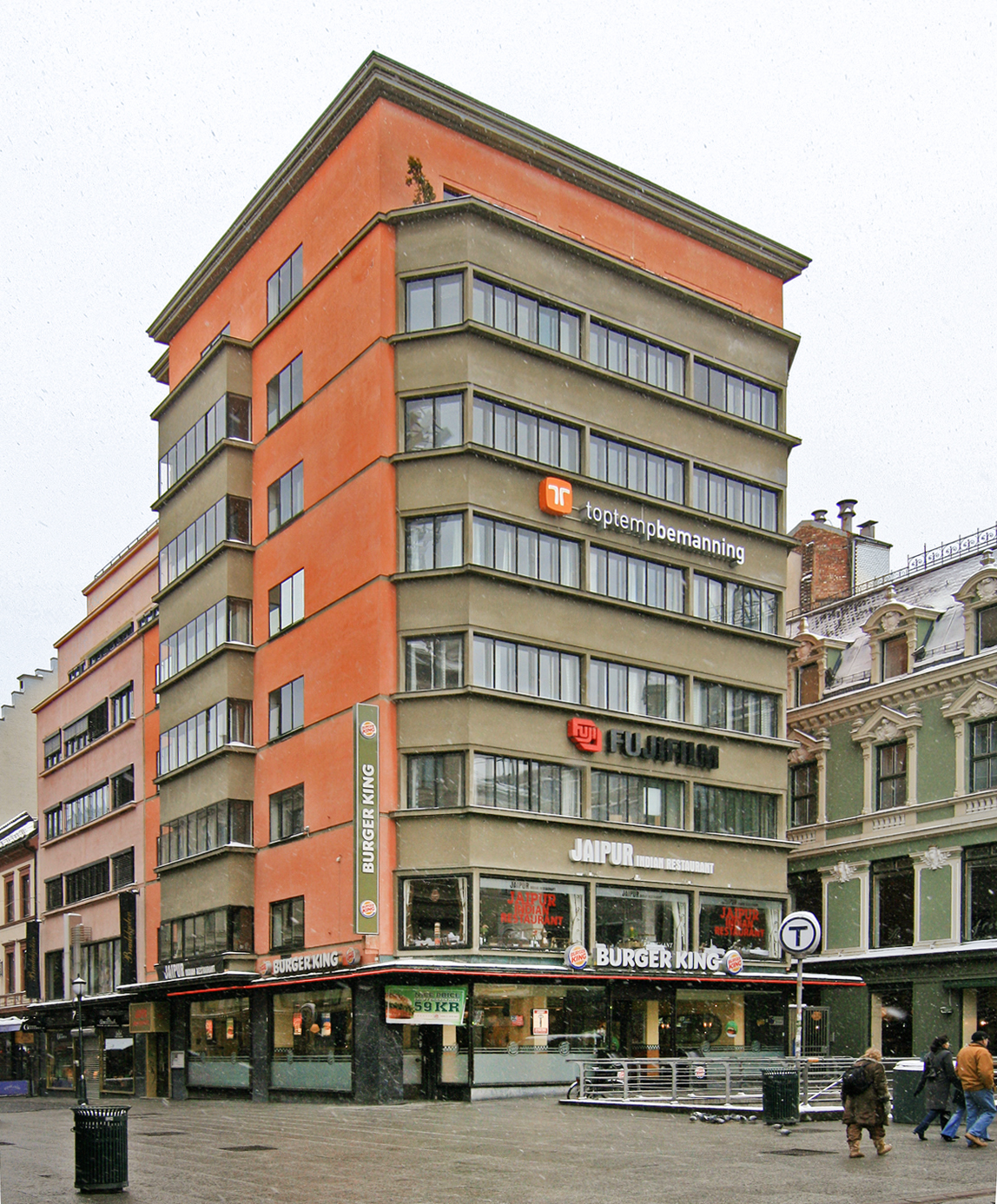
Horngården, 2008

Horngården ist ein 8-geschossiges Bauwerk auf dem Platz Egertorget in der Øvre Slottgate 21 in Oslo, Norwegen. Es wurde 1929–1930 von den Architekten Lars Backer und F. S. Platou erbaut und wurde unter dem Beinamen „Norwegens erstes Hochhaus“ bekannt.

## Bauwerk
Das Bauwerk zeichnet sich durch seine reine funktionalistische Architektur aus. Ursprünglich war das Gebäude mit 12 Vollgeschossen und einem eingerückten Dachgeschoss geplant. Der Plan löste jedoch eine große Debatte aus und bekam keine Ausnahmegenehmigung vom damaligen Gesetz, welches die Bebauung regelte. So reduzierte man das Gebäude auf nur acht Etagen und ließ sich die Möglichkeit für einen zukünftigen Ausbau offen. Der Architekt Lars Backer starb 1929 und so vollendete F. S. Plautou den Bau. Es ist vom Riksantikvar unter Denkmalschutz gestellt worden und umfasst die Fassade, Struktur und Aufteilung der Etagen und das westliche Treppenhaus.
Der Horngård erhielt 1930 den norwegischen Architekturpreis Sundts premie.